# Label M
Label M was een Amerikaans platenlabel voor jazz, blues en rhythm & blues, dat oude live-opnames en eerder verschenen albums uitbracht. Het werd in 2000 in New York opgericht door de jazz- en rhythm & blues-producer en platenbaas Joel Dorn, eerder oprichter van Night Records, 32 Jazz en Hyena Records. Het was een onderdeel van PDSE Records.
Op het label werden onder meer live-opnames uitgebracht die in de jaren zestig en zeventig werden gemaakt door de Left Bank Jazz Society in Baltimore. Op het label kwam muziek uit van onder meer Ray Bryant, David Newman, Les McCann, Paul Desmond, Charles Mingus, Yusef Lateef, Ron Carter, James Blood Ulmer en Joe Williams.